# Oelsener Mühle
Koordinaten: 52° 8′ 35,5″ N, 14° 22′ 46,7″ O

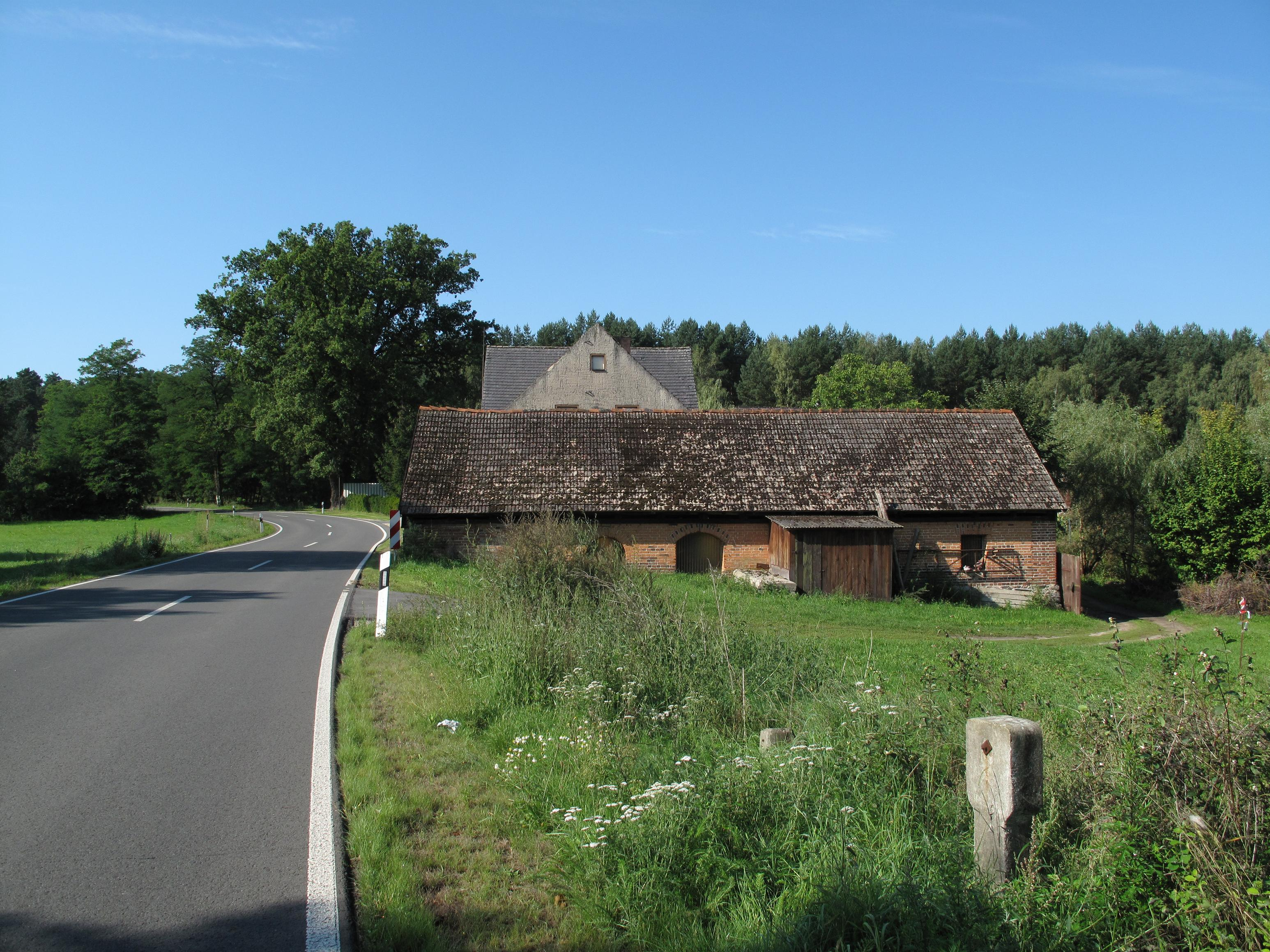
Altes Mühlgebäude

Bekanntgabe der baurechtlichen Änderungen durch den Besitzer Karl Leiterding

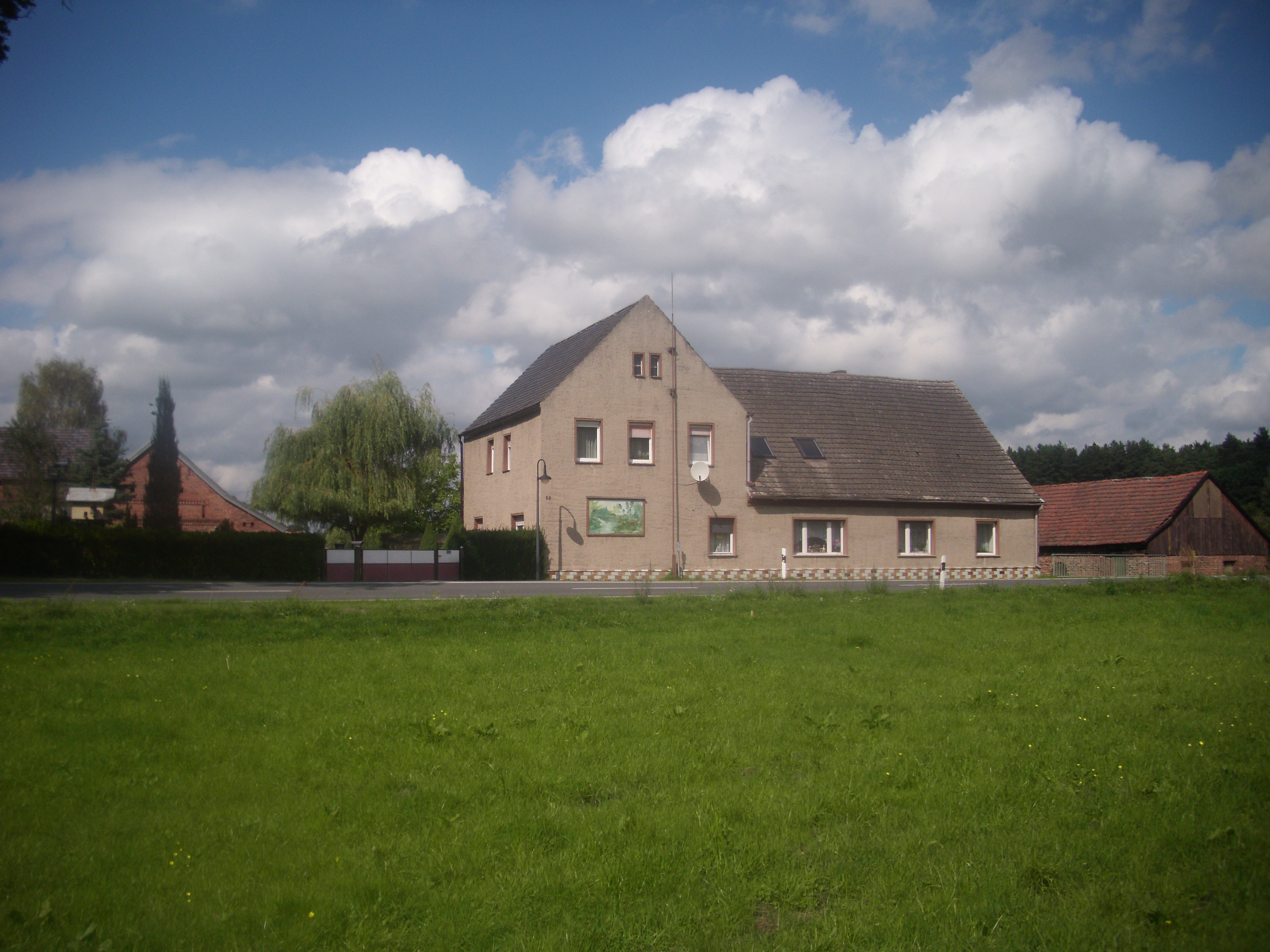
Mühle mit Nebengebäuden

Die Oelsener Mühle ist ein Wohnplatz der Stadt Friedland (Niederlausitz) nahe der nordwestlichen Spitze des Oelsener Sees in Brandenburg im Naturpark Schlaubetal. Sie liegt unmittelbar an der L435, welche die Orte Grunow im Norden und Oelsen im Süden der Mühle gelegen, miteinander verbindet. Die Städte Beeskow und Friedland liegen westlich beziehungsweise südwestlich der Mühle. In unmittelbarer Nähe der Mühle fließt die Oelse.

## Geschichte
Seit 1406 ist die an der damaligen Zollstrecke liegende Oelsener Mühle bekannt. Im Jahr 1465 wird sie einmal als dy mole der Olße und kurz darauf als die Olsenische mole bezeichnet, 1521 heißt sie die Ohelschenische mole.
Der erste namentlich erwähnte Eigentümer war Clemens der Elsnische Müller, welcher vor 1618 gestorben ist. Sein Sohn Girge (George) Müller, der auch als Meister Girge der Elsnische Müller bezeichnet wird, ist bis mindestens 1633 der Müller auf der Mühle, die in diesem Jahr OelßMüle heißt.
Während des Dreißigjährigen Krieges wurde die Mühle niedergebrannt und ihr Platz lag wüst. Michael Gersdorf (Goersdorf, Behrstorff), der 1634 noch Müllermeister zu Peitz war und eine Bäckerstochter aus Beeskow heiratete, kaufte die Stelle und war 1640 Müller einer neuen Mühle. Nur drei Jahre später zogen schwedische Truppen unter Lennart Torstensson nach Fürstenberg und plünderten die Mühle mehrfach. Man ließ den Teich ab und verwüstete die Mühle, die Müllerfamilie konnte jedoch flüchten. Obwohl die Untertanen von Grunow, Oelsen und Reudnitz ihr Getreide auf der Oelsener Mühle mahlen lassen musste und ihm freies Brennholz aus der herrschaftlichen Heide sowie ein Baum für einen Fischerkahn zugesichert wurden, ging es dem Müller wirtschaftlich schlecht. Das Amt Friedland wollte ihm das Holz nicht überlassen und so beschwerte er sich bei dem Herrenmeister, anscheinend erfolgreich. Mühlenmeister Gersdorf errichtete bald eine neue Mahlmühle, von 1665 bis 1954 wurden neben Getreide auch Ölsaaten vermahlen. Dann verkaufte er die Mühle 1683 an den Mühlenbescheider Gottfried Krause, dieser blieb jedoch nicht lange auf der Mühle und so wechselte sie abermals den Besitzer. Im Jahr 1698 erwarb Joachim Zeidler, Sohn des Müllers Caspar Zeidler, die Oelsener Mühle. Vom 28. bis 30. August 1759, während des Siebenjährigen Krieges, zogen russische Truppen Richtung Frankfurt (Oder) und lagerten bei Oelsen. Sie hinterließen starke Beschädigungen an der Mühle und dem Mühlendamm, ein Jahr später zerstörten preußische Truppen den Damm. Die Teiche waren geplündert und brachten keine Einnahmen aus der Fischerei mehr, die ständigen Reparaturkosten nach den Verwüstungen zehrten die Rücklagen auf. Als Johann Friedrich Zeidler nach dem Tode seines Vaters Johann Ernst Zeidler 1784 sein Erbe antreten wollte, fand er nur Schulden vor, dennoch saß er 1815 noch auf der Mühle. Karl Leiterding, der folgende Besitzer, beantragte 1856 das Versetzen der Sägemühle und die Ausstattung mit einem anderen Wasserrad, seine Frau machte der Kirche zu Krügersdorf 1856 einen schwarzen, bestickten Kanzelpultbehang zum Geschenk. Im Jahr 1886 war Leiterding noch Mühlenbesitzer.
Ab 1927 wurde, wie anderen Orts auch, mittels Turbine elektrischer Strom erzeugt, der Mahlbetrieb wurde 1954 eingestellt. Seit 1990 ist mittels elektrischem Antrieb das Sägegatter wieder in Betrieb.